# 日本與聯合國
日本與聯合國（日语：国際連合と日本）指的是日本和聯合國之間的關係。該國自於1956年加入聯合國後，即以極大熱情參與聯合國系統的籌建和完善，並視其為一個世界和平維護機構。日本現今在聯合國系統內發揮著十分大的影響力，並與聯合國下屬多個機構有著密切關係，這取決於日本外交政策的基本原則。許多日本人認為，加入聯合國能夠保持該國的中立性和自主性，因為日本僅有自衛用的軍力。儘管日本在1951年簽訂《舊金山和約》及其他防衛條約，並成為美國重要盟邦之一，使得得日本的國家安全極大程度上倚賴美國；但日本政府認為，聯合國是日本實施其全方位外交政策風險最小化的理想舞台。

## 在聯合國內的作用
20世紀50年代後期以後，日本在聯合國的各個專門機構中十分積極的參與。 20世紀70年代，由於日本成為一個經濟強國，日本內部呼籲在聯合國內發揮越來越大的作用。早在1973年，日本就呼籲聯合國應該給予其永久會員席位（即聯合國安全理事會常任理事國席位）。

## 聯合國維和行動
到了1990年代，日本與國際社會的合作努力已經到達一個新的水平。日本貢獻了聯合國總預算的11％，僅次於美國。日本於聯合國組織的維和行動中十分活躍，1989年第一次派遣人員參與維和行動（在阿富汗、伊朗、伊拉克和納米比亞）。日本曾派出一個團隊來觀察尼加拉瓜在1990年2月的選舉。在1992-1993年，以日本為首的柬埔寨過渡時期聯合國權力機構進駐柬埔寨監督當地的選舉。日本派出了包括2000名自衛隊士兵參與。

## 聯合國安理會改革
2005年，日本開始主張對安全理事會進行改革，並聯合德國、巴西、印度組成四國聯盟，努力爭取在聯合國安理會內得到常任理事國席位。雖然英國、法國和美國表示支持日本入常，但是日本卻遭遇其兩個鄰國——中國和韓國的強烈反對。

## 在其他聯合國下屬組織的參與
作為亞洲-太平洋組的成員，日本除了積極參與聯合國的運行，還參與了科倫坡計畫和亞洲開發銀行。 1952年，日本加入國際貨幣基金組織和世界銀行，在之中它發揮著越來越重要的作用。 1955年，日本參與了關稅與貿易總協定（GATT）。 1966年，日本加入經濟合作與發展組織（OECD），這使得它躋身工業化國家的俱樂部。日本還作為七個最大資本主義國家之一，經常召開七國峰會抑或是八國峰會。

## 外部連結
- Permanent Mission of Japan to the United Nations (Website) （页面存档备份，存于）
- Permanent Mission of Japan to the United Nations (Facebook) （页面存档备份，存于）
- Ministry of Foreign Affairs of Japan - Japan and the United Nations （页面存档备份，存于）

本條目含有部份來自美國國會圖書館的國家研究資料。這些資料由美國聯邦政府於公共領域出版。 - Japan Archive.today的存檔，存档日期2012-05-26.